# Karl von Fritsch

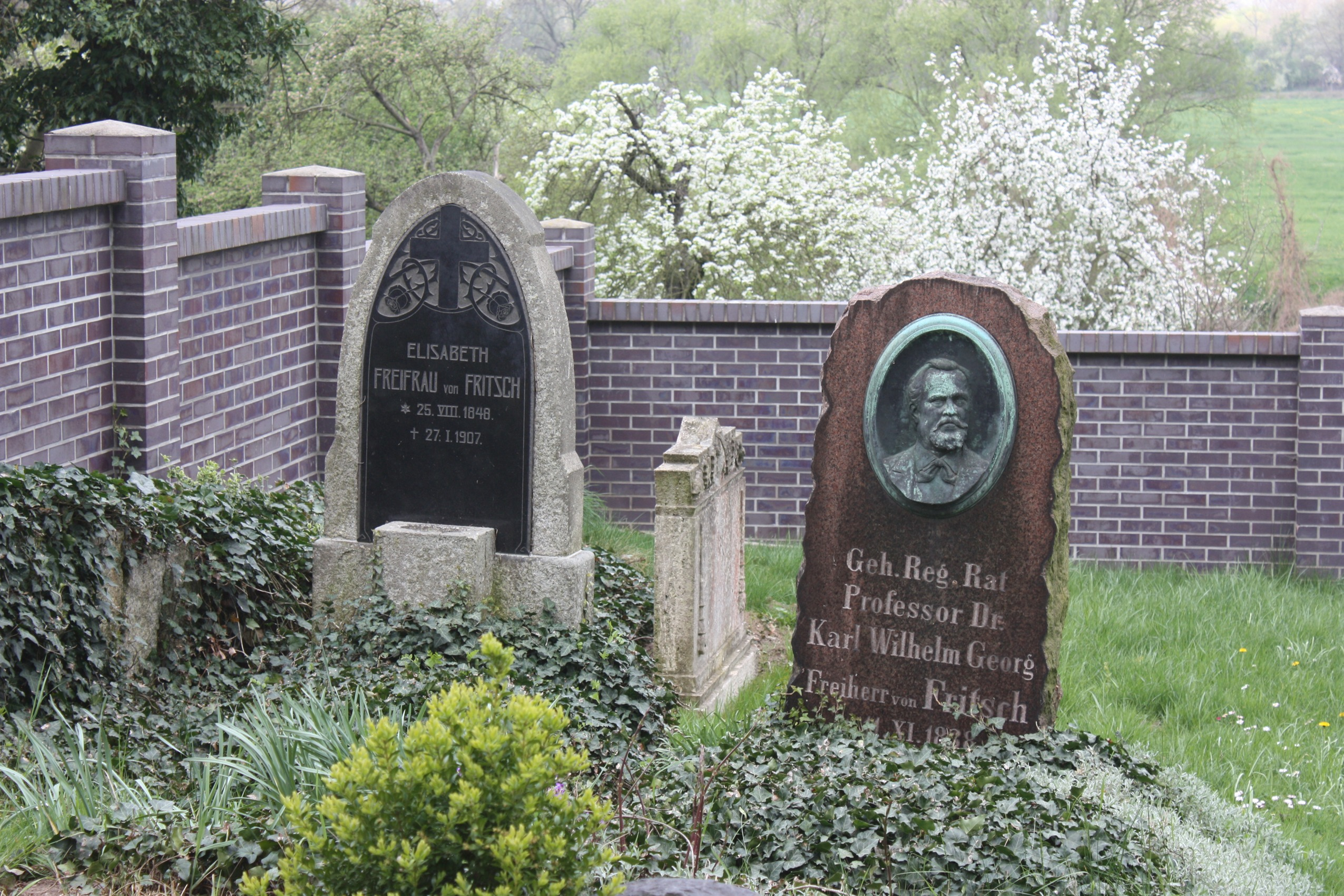
A sepultura de Karl von Fritsch no cemitério Vesta de Bad Dürrenberg.

Karl Wilhelm Georg Freiherr von Fritsch (Weimar, 11 de novembro de 1838 — Goddula, Merseburg, 9 de janeiro de 1906) foi um geólogo e paleontólogo alemão que se notabilizou como investigador da geologia das ilhas Canárias e do enquadramento geológico do Túnel de São Gotardo. Foi professor em Zurique e Halle e presidente da Academia Leopoldina.

## Biografia
Karl von Fritsch era neto do político barão Karl Wilhelm von Fritsch, que possuía uma propriedade em Groß-Goddula. Os seu pai, Georg August von Fritsch (1807-1866), era o director dos serviços de silvicultura da região, e a sua mão, Nanci von Rosenbach (1807-1838), era filha de Carl Magnus von Rosenbach, o senhor hereditário de Mohrenhof (Estónia), e de Helene Elisbeth von Baranoff, ambos aristocratas.
Depois de ter concluído os seus estudos na sua cidade natal de Weimar, Karl inscreveu-se na Academia Florestal de Eisenach. Mais tarde, transferiu-se para a Universidade de Göttingen para estudar geologia, onde se doutorou em 1862. Fritsch efectuou então uma extensa viagem de estudo à ilha da Madeira e às ilhas Canárias. Publicou os resultados desta viagem em várias publicações, incluindo Descrição Geológica da Ilha de Tenerife (Geologische Beschreibung der Insel Tenerife). No mesmo ano, Fritsch aceitou um cargo docente na Universidade de Zurique, onde se habilitou para a docência em 1863.
Como professor de geologia, até 1867 acumulou o seu trabalho na Universidade com a docência na Politécnica de Zurique, instituição que mais tarde foi transformada no ETH Zürich. Durante este período, produziu um mapa geológico do Maciço de São Gotardo (1873) e lançou as bases para a posterior perfuração do Gotardo com a sua obra Das Gotthardgebiet.
Outras viagens de investigação geocientífica levaram-no à erupção vulcânica de Santorini, em 1866, a Marrocos e ao Alto Atlas, em 1872.
Em 1867, o barão (Freiherr) von Fritsch mudou-se para Frankfurt am Main como professor de geologia e mineralogia na Senckenberg Gesellschaft für Naturforschung. Em 1873, aceitou a nomeação para professor associado de geologia na Universidade de Halle, onde trabalhou durante 30 anos e se tornou um profundo conhecedor da geologia da Saxónia. Em 1876, foi promovido a professor catedrático. Em 1888, escreveu uma Geologia Geral (Estugarda, 1888) e melhorou o Museu Mineralógico. Mais tarde, Fritsch dedicou-se à geologia.
Em 1877, a Leopoldina (Deutsche Akademie der Naturwissenschaftler, a Academia Alemã de Cientistas Naturais) aceitou-o como membro. Após a morte de Hermann Knoblauch em 1895, Fritsch foi eleito seu sucessor como presidente da Leopoldina. Fritsch ocupou este cargo até ao fim da sua vida. O matemático Albert Wangerin foi nomeado seu sucessor.
Karl von Fritsch morreu com 68 anos de idade, a 9 de janeiro de 1906, em Goddula, perto de Merseburg. A sua família teve de abandonar a propriedade de Goddula durante a Grande Depressão e mudar-se para Ballenstedt. A propriedade foi inicialmente atribuída à empresa de colonização Sachsenland e, mais tarde, aos habitantes da zona rural de Schkopau, quando a fábrica de polímeros da Buna-Werke GmbH Schkopau foi ali construída.
Um científico de Fritsch, incluindo manuscritos e materiais de trabalho, encontra-se atualmente no Arquivo de Geografia do Leibniz-Instituts für Länderkunde (Instituto Leibniz de Geografia Regional), em Leipzig.
Casou em Zurique, em 1867, com Elisabeth Kenngott (1848-1907), filha do professor de mineralogia em Zurique Gustav Adolf Kenngott (1818-1897) e de Klara Koch. O casal teve três filhos e quatro filhas, incluindo Elisabeth que casou com Adolf Cluß (1862–1930), professor de Química Agrícola.

## Obras
Entre muitas outras, é autor das seguintes obras:
- Reisebilder von den Canarischen Inseln (= Petermann’s Geographische Mittheilungen. Ergänzungsheft. 22). Mit 3 in Kupfer gestochenen Karten von Hierro, Gomera und Gran Canaria. Perthes, Gotha 1867, (Digitalisat).
- mit Georg Hartung und Johann Wilhelm Reiss: Tenerife geologisch-topographisch dargestellt. Ein Beitrag zur Kenntniss vulkanischer Gebirge. Wurster, Winterthur 1867, (Digitalisat).
- mit Johann Wilhelm Reiss: Geologische Beschreibung der Insel Tenerife. Ein Beitrag zur Kenntniss vulkanischer Gebirge. Wurster, Winterthur 1868, (Digitalisat).
- (Goniatites Giebeli aus der Wellenkalkgruppe von Kölme). In: Zeitschrift für die gesammten Naturwissenschaften. Bd. 44 = NF Bd. 10 = Correspondenzblatt des Naturwissenschaftlichen Vereines für die Provinz Sachsen und Thüringen in Halle. 6, 1874, (S. 186–187).
- Das Gotthardgebiet. = Das St. Gotthardgebirge (= Beiträge zur geologischen Karte der Schweiz. 15). Geologische Commission der schweizerischen naturforschenden Gesellschaft, Bern 1873, (Digitalisat)
- Allgemeine Geologie. Engelhorn, Stuttgart 1888.
- Über die ostatlantischen Inselgruppen. In Bericht über die Senckenbergische naturforschende Gesellschaft – 1870: 72 - 113.
- Bericht. Excursion in die Umgegend von Halle. In: Zeitschrift der Deutschen geologischen Gesellschaft. Bd. 53, 1901,  Verhandlungen der Gesellschaft S. 66–86.
- Beitrag zur Kenntnis der Tierwelt der deutschen Trias. In: Abhandlungen der Naturforschenden Gesellschaft zu Halle. Bd. 24, 1906, ZDB-ID 504575-7, S. 219–285, Taf. 2–11.